# Училищна ваканция
Вижте пояснителната страница за други значения на Ваканция.
Училищните ваканции са периоди от време,  свободно от занятия за учащите в учебните заведения.
Ваканциите, както и учебните срокове и тяхната продължителност, продължителността на учебната седмица и продължителността на учебните часове се определят с държавния образователен стандарт за организацията на дейностите в училищното образование. (чл. 101 (5) от ЗПУО). Не по-късно от две седмици преди началото на учебната година министърът на образованието и науката определя със заповед началото и края на ваканциите с изключение на лятната, неучебните дни, началото и края на втория учебен срок. (чл. 104 (1, 2) от ЗПУО)
Училищното образование в България се поделя на четири етапа: основно образование (до 8 клас) и средно образование (до 12 клас), а двете степени имат вътрешни деления: начален (от 1 до 4 клас) и прогимназиален (от 5 до 7 клас); първи гимназиален (от 8 до 10 клас) и втори гимназиален (11 и 12 клас). 
Най-дългата училищна ваканция в България е лятната, която започва със завършването на учебната година и приключва на първия учебен ден – 15 септември. Продължителността ѝ е между два и половина и три и половина месеца в зависимост от етапа на средното образование. В различните държави продължителността варира.

## Видове ваканции
- Коледна ваканция
- Зимна ваканция
- Пролетна ваканция
- Великденска ваканция
- Лятна ваканция
и други

### Извънредни ваканции
- Грипна ваканции
- Дървена ваканция